# Anilda Ibrahimi
Anilda Ibrahimi (ur. 30 kwietnia 1972 we Wlorze) – albańska pisarka.

## Życiorys
Ukończyła studia na Uniwersytecie Tirańskim. W roku 1994 opuściła Albanię i przeniosła się do Szwajcarii. Od 1997 mieszka we Włoszech, gdzie pracowała na rzecz uchodźców przybywających do Włoch. W 2008 zadebiutowała powieścią Rosso come una sposa. Jest także autorką czterech kolejnych powieści, wydanych w języku włoskim. W swoich książkach nawiązuje do historii Albanii.
Debiut literacki Ibrahimi został wyróżniony nagrodą Giuseppe Antonio Arena. W roku 2017 została wyróżniona prestiżową nagrodą Rapallo Carige za książkę Il tuo nome è una promessa.

## Powieści
- 2008: Rosso come una sposa
- 2009: L'amore e gli stracci del tempo
- 2012: Non c'è dolcezza
- 2013: La mariée était en rouge
- 2017: Il tuo nome è una promessa